# Fort Ancient
Fort Ancient é um nome para uma cultura nativa americana que floresceu de Ca. 1000-1750 d.C. e habitou terras perto do vale do rio Ohio nas áreas do atual sul de Ohio, norte de Kentucky, sudeste de Indiana e oeste da Virgínia Ocidental.
A Cultura Antiga do Forte foram provavelmente os construtores do Grande Monte da Serpente.

## Nome
O nome da cultura é originário do sítio arqueológico de Fort Ancient, Ohio.

No entanto, acredita-se que o Forte Ancient Site tenha sido construído pelo povo Hopewellian de Ohio. Provavelmente foi ocupada mais tarde pela cultura do Forte Antigo. O local está localizado em uma colina acima do rio Little Miami, perto de Líbano, Ohio.